# 河合弘道
河合 弘道（かわい ひろみち、1907年（明治40年）11月3日 - 1991年（平成3年）12月15日）は日本の政治家。鳥取県米子市長（5期）、金光教米子教会長。

## 経歴
鳥取県西伯郡米子町（現在の米子市）道笑町に生まれる。
明道校から米子中学校（現在の米子東高校）へ進学する。
1931年（昭和6年）日本大学社会学科卒業。同大学社会学研究室助手となり、やがて講師、次いで1938年（昭和13年）予科の教授となる。
1946年（昭和21年）故郷米子に帰り、金光教米子教会長に就任。
戦後のすさんだ人々の心を導くと共に、社会教育の振興に取り組んだ。中でもボーイスカウトの再建、児童福祉施設わかば園の経営などの活動を通じて、次第に市政の在り方に関心を寄せ、彼を囲む市民の幅広い支持を得て、1963年（昭和38年）市長選に立候補し当選、1983年（昭和58年）4月までの5期20年に亘る長期間在職した。
市長の座を退いた後は、再び金光教の布教に力を尽くした。

## 人物像
趣味は読書、講演。住所は米子市加茂町。

## 家族・親族

### 河合家
（岡山県井原市芳井町、鳥取県米子市）
河合家は祖父・嘉藤次が岡山県後月郡川相村（現在の井原市芳井町）から米子に移住、金光教米子教会の初代教会長に就任、父・四郎一が二代教会長を勤め、一家をあげて人の世に尽くす志が厚かった。
- 妻・愛子（東京、井上国三郎の長女[5]）[注釈 1]

明治45年（1912年）3月生～
- 長男[5]
- 次男[5]
- 三男[5]
- 長女[5]
- 四男・伸光[5]（実業家・河合商事（株）代表取締役社長[7]）

昭和17年（1942年）3月生～

## 著書
- ルネ・モーニエ、社会学入門（訳）[4]
- セ・ブーグレ、価値社会学（訳）[4]
- ルネ・モーニエ、植民社会学（訳）[4]
- 日本精神史稿、日本社会学原理、その他[4]